# Damernas svikthopp i simhopp vid olympiska sommarspelen 1988
Damernas svikthopp i de olympiska simhoppstävlingarna vid de olympiska sommarspelen 1988 hölls den 24-25 september i Seoul.

## Medaljörer
| Event             | Guld         | Silver       | Brons               |
| 3 meter svikthopp | Gao Min Kina | Li Qing Kina | Kelly McCormick USA |

## Resultat
| Placering | Hoppare                | Kval   | Kval      | Final            |
| Placering | Hoppare                | Poäng  | Placering | Poäng            |
| --------- | ---------------------- | ------ | --------- | ---------------- |
| 1         | Gao Min (CHN)          | 539,67 | 1         | 580,23           |
| 2         | Li Qing (CHN)          | 501,39 | 2         | 534,33           |
| 3         | Kelly McCormick (USA)  | 473,73 | 5         | 533,19           |
| 4         | Irina Lasjko (URS)     | 488,43 | 3         | 526,65           |
| 5         | Marina Babkova (URS)   | 456,42 | 8         | 506,43           |
| 6         | Wendy Lucero (USA)     | 477,99 | 4         | 498,81           |
| 7         | Brita Baldus (GDR)     | 464,01 | 6         | 479,19           |
| 8         | Daphne Jongejans (NED) | 461,85 | 7         | 465,45           |
| 9         | Debbie Fuller (CAN)    | 453,48 | 9         | 450,30           |
| 10        | Jennifer Donnet (AUS)  | 433,17 | 11        | 432,81           |
| 11        | Barbara Bush (CAN)     | 434,34 | 10        | 429,18           |
| 12        | Tracy Cox (ZIM)        | 430,86 | 12        | 417,42           |
| 13        | Anita Rossing (SWE)    | 414,63 | 13        | Gick inte vidare |
| 14        | Verónica Ribot (ARG)   | 405,87 | 14        | Gick inte vidare |
| 15        | Yuki Motobuchi (JPN)   | 404,76 | 15        | Gick inte vidare |
| 16        | Beatrice Bürki (SUI)   | 400,32 | 16        | Gick inte vidare |
| 17        | Anke Mühlbauer (FRG)   | 400,26 | 17        | Gick inte vidare |
| 18        | Carolyn Roscoe (GBR)   | 399,87 | 18        | Gick inte vidare |
| 19        | Angela Ribeiro (BRA)   | 396,51 | 19        | Gick inte vidare |
| 20        | María Alcalá (MEX)     | 392,16 | 20        | Gick inte vidare |
| 21        | Masako Asada (JPN)     | 380,94 | 21        | Gick inte vidare |
| 22        | Katalin Haász (HUN)    | 378,27 | 22        | Gick inte vidare |
| 23        | Elke Heinrichs (FRG)   | 374,46 | 23        | Gick inte vidare |
| 24        | Kim Eun-hee (KOR)      | 357,96 | 24        | Gick inte vidare |
| 25        | Ágnes Gerlach (HUN)    | 355,14 | 25        | Gick inte vidare |
| 26        | Naomi Bishop (GBR)     | 349,44 | 26        | Gick inte vidare |
| 27        | Lori Roberts (BAH)     | 292,95 | 27        | Gick inte vidare |
| -         | Kamilla Gamme (NOR)    | DNS    | -         | Gick inte vidare |